# Великий Аляскинський землетрус
Вели́кий Аля́скинський землетру́с або землетру́с у Страсну́ п'я́тницю (англ. Great Alaskan Earthquake, Good Friday Earthquake) — найсильніший землетрус у США та другий за потужністю за всю історію спостережень (після Великого чилійського землетрусу).

## Землетрус

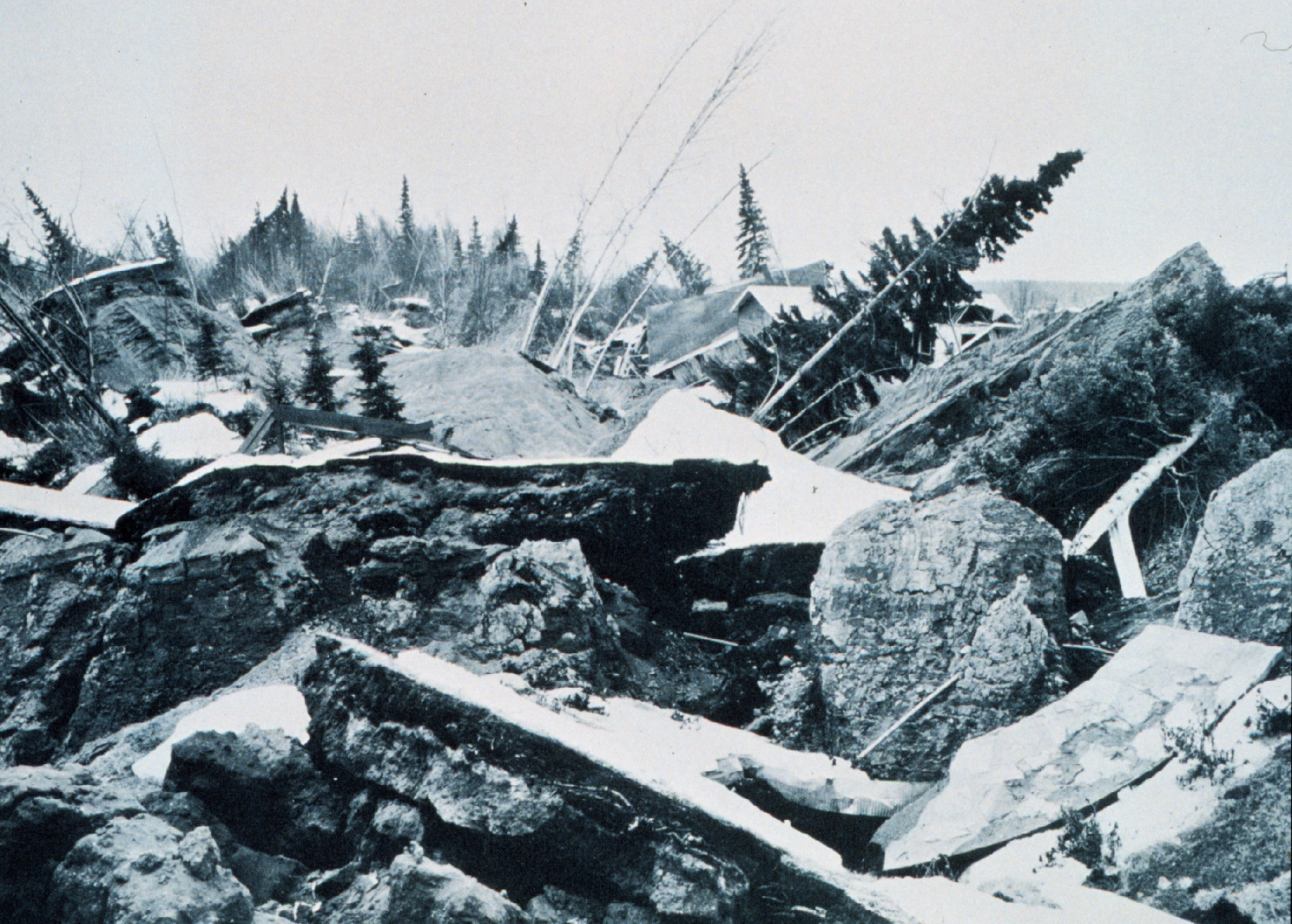

Відбувся 27 березня 1964 року. Перший підземний поштовх потужністю 9,2 бала за шкалою Ріхтера було зафіксовано о 3 годині 36 хвилин, його епіцентр розташовувався в глибині Колледжіфьорда в затоці Принца Вільяма на західному узбережжі Північної Америки. Це зона високої сейсмічної активності, оскільки Північнамериканська і Тихоокеанська плити перебувають у субдукції, тобто рухаються одна під іншу.
Поштовхи, які тривали чотири хвилини, серйозно змінили всю геологію регіону. Острів Латуш зсунувся на 18 м на південь, піднявся з води на 15 м острів Кадьяк. Сильно було зруйновано місто Анкоридж, що розташоване за 120 км від епіцентру, особливо постраждало його передмістя Турнаган-Гейтс, де величезний зсув засипав 75 будинків. Повністю знищено було місто Портаж, його опустило на 3 метри нижче рівня моря. Також повністю було зруйноване місто Валдіз. Площа, яка постраждала від землетрусу, становила приблизно 130 000 квадратних кілометрів, але завдяки невеликій густоті населення в цих місцях загинуло всього 9 осіб.

## Цунамі
Набагато серйозніші руйнування завдала хвиля цунамі, яка піднялася внаслідок підземних поштовхів. У деяких місцях, як у місті Щуп-Бей, її висота досягала 67 м. Узбережжя Аляски зазнало ударів п'яти цунамі. Завдяки тому, що перша хвиля не виявилася найбільш руйнівною, жителі прибережних міст встигли евакуюватися. Однак без жертв не обійшлося, загинули 122 особи. За три години цунамі досягли канадських берегів, зруйнувавши Порт-Елберні, багато будинків в Хот-Спрінгз-Коув, а потім — Західного узбережжя Сполучених Штатів.
Сильно постраждало містечко Кресчент-Сіті (Каліфорнія), що перебувало за 2 500 км від епіцентру. Жителі містечка були попереджені про те, що біля берегів Аляски утворилося цунамі. Їх та жителів інших прибережних міст і селищ вивели з небезпечної зони. Перша хвиля докотилася до Кресчент-Сіті за 20 хвилин до півночі, через 4 години після удару по Алясці. Вона була заввишки всього близько 1 метра, і деякі жителі міста повернулися до своїх будинків, вважаючи, що небезпека минула. Для багатьох ця помилка стала фатальною, оскільки протягом наступних двох годин прибуло кілька нових хвиль. Висота найбільшої з них сягала 6 метрів. 25-тонний бетонний блок, який служив частиною хвилелому, викинуло на берег. Хвилі перевертали автомобілі й забивали вулиці уламками. Будинки були зрушені з місць, причал скручений, а 23 судна, що стояли в гавані, затопило або перекинуло. 54 будинки були знищені, багато були сильно пошкоджені. Лопнуло 5 цистерн з нафтою, почалися пожежі.

## Наслідки
Жертвами Аляскинського землетрусу стала 131 людина. Девятеро людей загинули на Алясці безпосередньо під час землетрусу. Ще 106 мешканців Аляски загинули від цунамі, викликаного землетрусом. Гігантська хвиля повністю знищила 3 села. Ще 12 людей загинули від цунамі в Каліфорнії та 4 — в Орегоні.
Наслідки цього землетрусу спостерігалися навіть на Кубі та в Пуерто-Рико.
Збиток, завданий в 1964 році стихією, оцінювався в 310 мільйонів доларів. Держава прийшла на допомогу Алясці, виділивши субсидії на відновлення зруйнованого землетрусом господарства. А президент США Ліндон Джонсон підписав державний указ про масштабну реконструкцію та модернізацію промисловості Аляски.